# Antropofobie
Antropofobie neboli fobie z lidí je panický strach z většiny lidí v okolí člověka. 
Příznaky mohou například být: nejistota a strach v okolí velkého množství lidí, bušení srdce a strach z jakékoli komunikace s lidmi a občas i s některými členy rodiny.
Většinou důvod, proč člověk trpí antropofobií, je špatná zkušenost s lidmi jako je například: šikana, nedostatek přátel ve škole, únos atd.
Lidé trpící antropofobií je většinou těžké vyléčit, jelikož se bojí se svou fobií komukoli svěřit.
Antropofobici by se měli vyléčit co nejdříve, jelikož by se potom jejich fobie hůře léčila.
Podúrovní antropofobie je Sociální fobie.